# تجمع وادي ثمرات (رماة)

تعديل مصدري - تعديل

تجمع وادي ثمرات هي إحدى قرى عزلة رماة بمديرية رماة التابعة لمحافظة حضرموت، بلغ تعداد سكانها 92 نسمة حسب تعداد اليمن لعام 2004.